# Bahía Blanca (pel·lícula)
Bahía Blanca és una pel·lícula de drama i thriller psicològic argentina de 2021 dirigida per Rodrigo Caprotti i basada en el llibre homònim (2012) de Martín Kohan. Narra la història d'un docent universitari que s'escapa a una ciutat per a perdre's en l'anonimat degut a un antic passat que el persegueix. És protagonitzada per Guillermo Pfening, Elisa Carricajo, Javier Drolas, Marcelo Subiotto i Ailín Salas.
La pel·lícula va ser estrenada mundialment el 25 de març de 2021 durant el Buenos Aires Festival Internacional de Cinema Independent i després es va estrenar limitadament a les sales de cinemes de l'Argentina el 7 de juliol de 2022 sota la distribució de 3C Films Group.

## Argument
Mario (Guillermo Pfening) és un docent universitari que sol·licita al seu superior l'autorització d'un viatge a la ciutat de Bahía Blanca amb la finalitat de realitzar una recerca sobre l'escriptor Ezequiel Martínez Estrada, no obstant això, el veritable pla de Mario és escapolir-se per fugir d'un vell passat que el condemna.

## Repartiment
- Guillermo Pfening com Mario Novoa
- Elisa Carricajo com Patricia
- Javier Drolas com Ernesto Sidi
- Marcelo Subiotto com Veí
- Ailín Salas com Silvana
- Violeta Palukas
- Julia Martínez Rubio
- Francisco Manuel Mayor
- Matías Sanders
- Martín Kohan com Secretari d’investigació

## Recepció

### Comentaris de la crítica
La pel·lícula va rebre crítiques positives per part dels experts. Juan Pablo Russo de Escribiendo cine va destacar que la pel·lícula és «una de les apostes més audaces, arriscades i incòmodes del cinema argentí actual» i va descriure l'actuació de Pfening com a «brillant». Por la seva part, Ezequiel Boetti del diari Página/12 va valorar que Caprotti aconsegueix capturar «amb una empremta realista» els paisatges de la ciutat de Bahía Blanca, la qual cosa li dona a la pel·lícula «una aura grisenca». Diego Batlle del lloc web Otros cines que «tant Rodrigo Caprotti, com els seus talentosos intèrprets surten airosos dels múltiples desafiaments que es proposen, encara que diversos parlaments que poden resultar enginyosos o intrigants en el paper sonen una mica forçats en pantalla». En una ressenya pel portal d'internet Cine argentino hoy, Ricardo De Luca va escriure que es tracta de «una gran adaptació literària, que captura a l'espectador i el manté alerta fins al desenllaç final».
D'altra banda, Marcela Gamberini de la pàgina Subjetiva va ressaltar que Caprotti amb el seu treball va dissenyar «una narració ben estructurada i una posada que cohesiona les idees de la novel·la», mentre que l'elenc principal ofereix «bones actuacions que donen embranzida a la pel·lícula». D'altra banda, Diego Lerer del blog Micropsia cine va resumir que la cinta «malgrat alguns problemes de to i de construcció narrativa, […] és una proposta bastant convincent […] i el seu molt bon elenc permet que els seus diàlegs una miqueta literaris i mecànics no sonin del tot implausibles ni forçats, i la seva trama capritxosa s'acomodarà bastant bé dins d'aquest realisme desfasat».

### Premis i nominacions
| Llista de premis i nominacions | Llista de premis i nominacions                                   | Llista de premis i nominacions | Llista de premis i nominacions                      | Llista de premis i nominacions | Llista de premis i nominacions |
| Any                            | Organització                                                     | Categoria                      | Nominat/a(s)                                        | Resultat                       | Ref(s)                         |
| ------------------------------ | ---------------------------------------------------------------- | ------------------------------ | --------------------------------------------------- | ------------------------------ | ------------------------------ |
| 2021                           | Buenos Aires Festival Internacional de Cinema Independent        | Millor actuació                | Elisa Carricajo                                     | Guanyador                      | [ 12 ]                         |
| 2021                           | Buenos Aires Festival Internacional de Cinema Independent        | Millor direcció d’art          | Guillermo Beluzo, Cecilia Taybo i Renata Montalbano | Guanyador                      | [ 12 ]                         |
| 2021                           | Festival Audiovisual de Bariloche                                | Menció especial – Actuació     | Guillermo Pfening                                   | Guanyador                      | [ 13 ]                         |
| 2022                           | Festival Internacional de Cinema de Puerto Madryn                | Millor actor                   | Guillermo Pfening                                   | Guanyador                      | [ 14 ]                         |
| 2023                           | Premis Cóndor de Plata                                           | Millor opera prima             | Bahía Blanca                                        | Nominat                        | [ 15 ]                         |
| 2023                           | Premis Cóndor de Plata                                           | Millor guió adaptat            | Nicolás Allegro, Bárbara Scotto i Rodrigo Caprotti  | Nominat                        | [ 15 ]                         |
| 2023                           | Festival Internacional de Cinema de la Província de Buenos Aires | Millor direcció de fotografía  | Max Ruggieri                                        | Guanyador                      |                                |